# Арсения (Добронравова)
Игу́менья Арсе́ния (в миру А́нна Гаври́ловна Добронра́вова, в схиме Фома́; 1879, Шегодское, Владимирская губерния — 23 января 1939, Иваново) — преподобномученица, игуменья, настоятельница Сергиевского Воскресенско-Феодоровского монастыря близ Шуи.

## Житие
Родилась в семье священника церкви Введения во храм Пресвятой Богородицы села Шегодского Юрьевского уезда Владимирской губернии Гавриила Добронравова. Старший брат её — Василий Добронравов — известный во Владимирской губернии общественный деятель, автор изданного совместно с Березиным в конце XIX века пятитомного «Историко-статистического описания церквей и приходов Владимирской епархии».
В 1895 году Анна Добронравова окончила Владимирское епархиальное училище и в 1903 году поступила учительницей грамоты и рукоделия в детский приют при монастыре Феодоровской иконы Божией матери в селе Сергиеве Шуйского уезда Владимирской губернии, где приняла постриг с именем Арсения. В 1915 году назначена игуменьей монастыря.
После революции 1917 года монастырь постоянно находился на грани закрытия. Обитель смогла продержаться более 10 лет только благодаря тому, что под руководством матушки Арсении монахинями была организована сельскохозяйственная артель под названием «Община». Власти позволили монахиням жить в монастыре и продолжать богослужения при условии работы в совхозе. Арсения осталась игуменьей. В 1929 году монастырь был ликвидирован окончательно.
В 1920-х годах в монастыре несколько лет жил в изгнании митрополит Серафим. Матушка Арсения познакомилась с владыкой Серафимом в 1903 году в бытность его архимандритом, когда она приезжала с семьёй своего родственника в Саров на торжества прославления преподобного Серафима Саровского.
В апреле 1932 года Арсения была арестована. Её обвинили в том, что она «проводила среди населения… агитацию, используя главным образом церковь, призывала к противодействиям советской власти». Арсения виновной себя не признала. В октябре того же года особое совещание при ОГПУ приговорило её к трём годам ссылки в Казахстан. Первое время Арсения жила в Алма-Ате, затем была сослана в Каркаралинск, где приняла схиму с именем Фома.
По окончании ссылки в 1935 году игуменья приехала во Владимир, где в конце июня 1938 года была вновь арестована по обвинению в том, что она являлась «активной участницей контрреволюционной организации духовенства и монашества». Во время следствия игуменья держалась твёрдо, отрицала свою вину. В тюрьме она тяжело заболела и в январе 1939 года была помещена в больницу Ивановской тюрьмы № 1, где 23 января скончалась. Как записано в документе, «смерть последовала вследствие падения сердечной деятельности на почве… полного истощения организма».

## Памятование
Прославлена Архиерейским собором Русской православной церкви 2000 года (память её совершается 10 (23) января в день мученической кончины, в Соборе Ивановских святых и в Соборе новомучеников и исповедников Российских).